# Universidade de Siegen
A Universidade de Siegen (em alemão:  Universität Siegen (até 2003: Universität-Gesamthochschule Siegen)) é uma universidade em Siegen, Alemanha. Surgiu da Universität-Gesamthochschule Siegen. Se concentra na pesquisa de mídia cultural e social, bem como na pesquisa básica e orientada para a aplicação no campo da tecnologia de sensores e nanociências. Seu princípio orientador é "Moldar o futuro humanamente".
Como nos anos anteriores, pouco menos de 20 000 alunos foram matriculados no semestre de inverno de 2020/2021, em comparação com mais de 12 000 dez anos antes. Para isso, a universidade empregou recentemente 258 professores e 1160 cientistas e 794 funcionários em tecnologia e administração. Oferece mais de 50 cursos em cinco faculdades.

## História

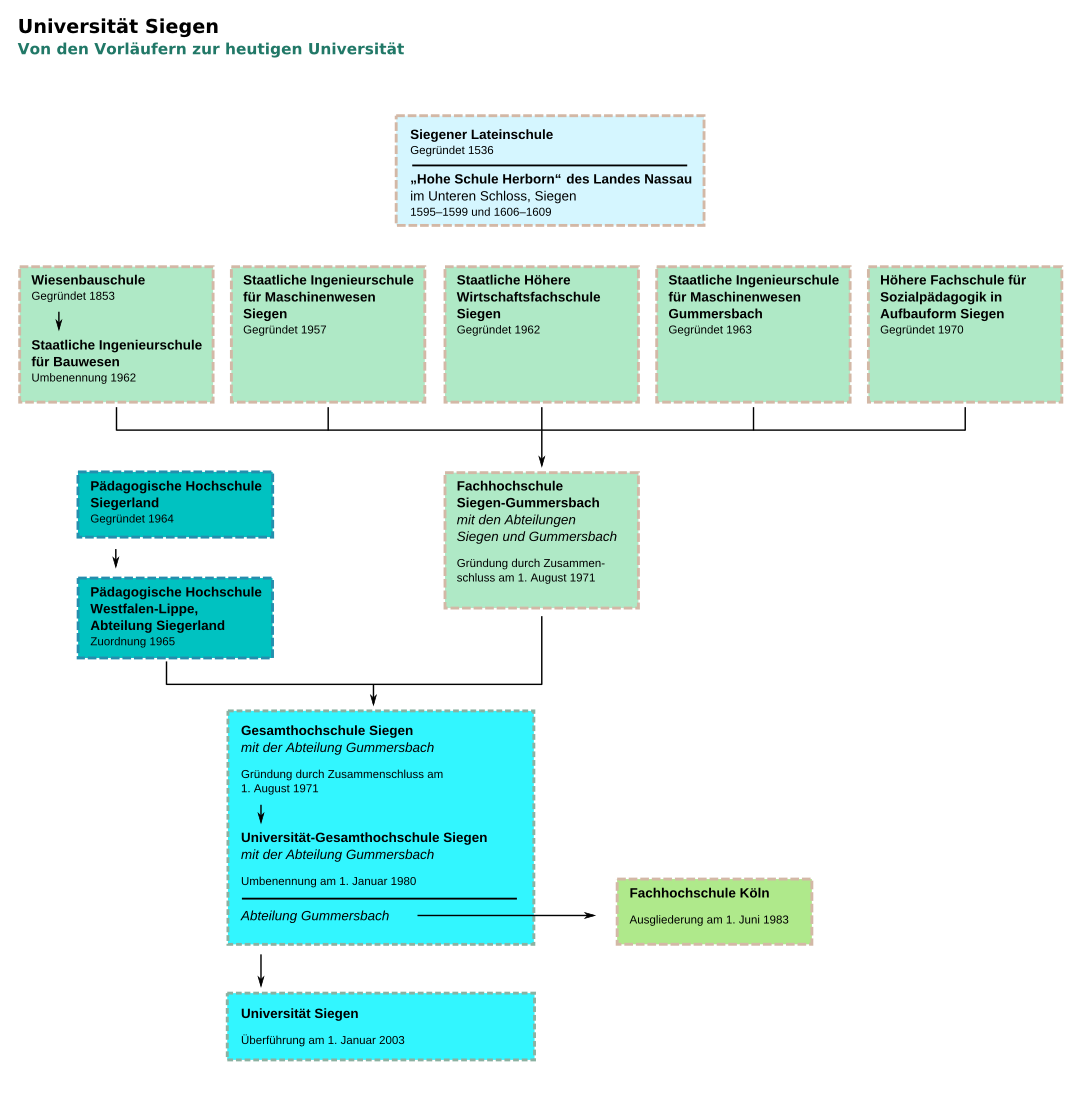
Representação esquemática de sua história

Em 1536 o soberano, William I, Conde de Nassau-Dillenburg, confiou ao pedagogo e teólogo saxão Erasmus Sarcerius a construção de uma escola latina (atual Gymnasium Am Löhrtor). De 1595 a 1599/1600 e novamente de 1606 a 1609, a Escola Secundária Reformada Calvinista Johannea, fundada em Herborn em 1584, foi realocada de Herborn para Siegen e alojada em edifícios no Unteres Schloss.

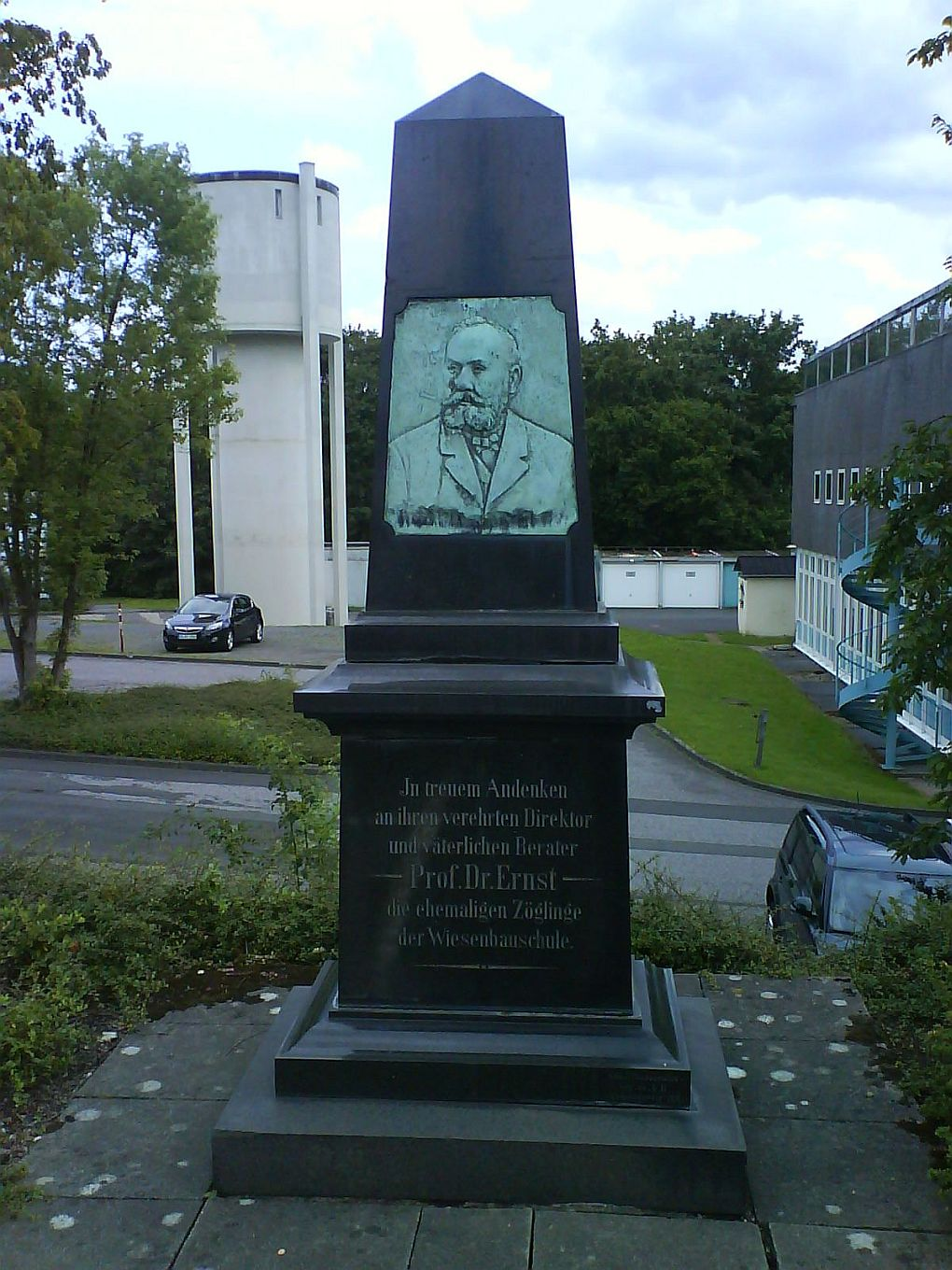
Monumento no Campus Paul-Bonatz para o diretor da Wiesenbauschule, Louis Ernst